# وزارة التنمية الإدارية (سوريا)
تتولى وزارة التنمية الإدارية بالتعاون والتنسيق مع الجهات العامة والمعنية مراجعة ودراسة القوانين الناظمة للوظيفة العامة واقتراح تطويرها بما يضمن تحسين أدائها وجودة خدماتها، ومراجعة الأنظمة الداخلية والهياكل التنظيمية والوظيفية للجهات العامة واقتراح سياسة أشغال الوظيفة العامة ووضع أسس ومعايير عامة للترشيح والمسالك والمراتب الوظيفية.
أُحدثت الوزارة بموجب المرسوم التشريعي /39/ لعام 2014. وتديرها الدكتورة سلام سفاف منذ 29 آذار 2017.

## الهيكل التنظيمي

### المراكز
- مركز دعم وقياس الأداء الإداري
- مركز خدمات الموارد البشرية في الدولة
- مركز القادة

### الإدارات المركزية
- إدارة الاتصال والدعم التنفيذي
- إدارة مراقبة الجودة
- إدارة التنظيم المؤسساتي
- إدارة الموارد البشرية
- إدارة الاعتمادية والتراخيص
- إدارة التشريعات الوظيفية
- إدارة تبسيط الإجراءات

## قائمة الوزراء
| حسان النوري | 27 آب 2014   | 29 آذار 2017      | حكومة وائل الحلقي الثانية حكومة عماد خميس                        |
| سلام سفاف   | 29 آذار 2017 | 08 كانون أول 2024 | حكومة عماد خميس حكومة حسين عرنوس الأولى حكومة حسين عرنوس الثانية |
| محمد سكاف   | 2 آذار 2025  | في المنصب         | حكومة احمد الشرع                                                 |

## روابط خارجية
- الموقع الرسمي للوزارة
- مجلس الوزراء السوري
- وزارات الدولة على بوابة الحكومة الإلكترونية السورية
- الوزارات والهيئات الحكومية على موقع مجلس الشعب السوري